# Robbie Rotten
Robbie Rotten (en España Robbie Retos y en el redoblaje de Miami en Latinoamérica ocasionalmente como Robbie Podrido) es un personaje ficticio de la serie infantil de televisión LazyTown, siendo el principal antagonista de esta. Fue interpretado por el actor islandés Stefán Karl Stefánsson.

## Descripción
Robbie Rotten funciona como el villano de la ciudad de Lazy Town, la cual quiera verla en su estado anterior a la venida de Sportacus. Sus planes incluyen disfrazarse de varios personajes y roles o de utilizar ciertas máquinas creadas por él mismo; casi siempre ambas estrategias terminan fallando en su contra. Robbie vive en una guarida que está en las afueras de LazyTown. Se creía el rey de LazyTown hasta la llegada de Sportacus a la ciudad, ya que todos en LazyTown eran muy perezosos y comían demasiada comida chatarra; para él todo era perfecto hasta aquel día. Su vida se basa en destruir a los guardianes, personajes que protegían a la ciudad de caer en malos hábitos, por lo cual busca acabar siempre con Sportacus.  

## Apariencia
Robbie Rotten tiene el cabello negro y con mucho gel, muy parecido a los cantantes de Rock and roll de los años 50, usa un traje a rayas de color rojo y azul, con el estilo de una pijama, zapatos negros con polainas y tiene una gran barbilla. Camina con la cabeza abajo (hasta los hombros) y mueve sus brazos de lado a lado con los puños cerrados.

## Historia
En la serie no se nos presenta un origen exacto de Robbie Rotten, por lo que es considerado una persona misteriosa y con comportamiento extraños. Se conoce que no asistió a ningún colegio y tiene una falta de figura paterna, por lo que actúa inmaduramente. Aun así si se puede detallar el contexto que abarca el primer capítulo de la serie.
La ciudad de Lazy Town era protegida por unas personas poderosas denominadas Guardianes entre los años 1703 al 1900. Estos se encargaban de educar a la población en hábitos sanos, como el hacer deportes y consumir productos saludables.  Con el pasar del tiempo los guardianes fueron muriendo y siendo sucedidos por otros, los cuales tenían un número en su pecho que indicaba que Guardián era.
El Guardián 9 provenía de una isla del mar del norte, siendo considerado como un superhéroe por toda la ciudad y admirado por la agilidad que tenía. Sin embargo llegó Robbie Rotten y lo exterminó; ocasionando que la ciudad sea suya y pudiendo gobernar en esta.  Aunque hubiese un alcalde, Robbie implanto leyes a favor de la comida chatarra y la vida perezosa (debido a que su filosofía es que la gente no debe hacer ejercicios, viviendo una vida patética y deprimente). Luego de esto se plantea que pudo haberse construido una mansión, viviendo en lo alto de una colina, sin embargo no pudo llegar a comenzarla. Aun así en lo alto del cielo vivía en un dirigible azul el último Guardián, el cual era el número 10, llamado Sportacus. Sin embargo este no bajaba a la ciudad debido a que no recibía ningún llamado mediante una carta que se lanzaba desde un buzón propulsor. 
Es en este marco narrativo en que comienza el primer episodio de la serie.  La niña Stephanie llega a Lazy Town para visitar a su tío, el alcalde de esta. Ahí se da cuenta de la condición terrible en la que viven y le pregunta a su tío si conoce a alguien que pueda solucionar esta situación. Aquí se le narra todo lo mencionado anteriormente y Stephanie decide llamar al héroe. Al llegar al buzón lo encuentra todo olvidado y con un gran corcho en el tubo de expulsión. A pesar de todo igual lo llama y baja Sportacus, volviendo la diversión a la ciudad. 
Aquí toma el papel Robbie Rotten, buscando acabar con Sportacus y volviendo a ser el dueño de la ciudad. Sus proyectos van desde vestuarios complejos con el fin de engañar a la ciudad, hasta máquinas fabricadas con el fin de desaparecer a Sportacus. Sin embargo, sus proyectos siempre fracasarán o será solucionados por Stephanie y sus amigos.

## Personalidad
Su carácter es infantil e impulsivo. Tiene miedo a distintas cosas, hasta cuando pelea contra Sportacus, debido a que se escapa de él y lo observa desde un lugar más seguro. Es antipático con los habitantes de Lazy Town, despreciando a Stephanie y a Sportacus por sus actitudes empaticas con los demás. Debido a esto es introvertido y no sabe manejar bien las relaciones sociales. A pesar de todo la falta de amistades ocasiona que cuando la gente lo aprecia se siente querido y amado por los demás. Esto se debe que aunque lastime a la ciudad, esta no le guarda rencor ni lo odia. Además Robbie demuestra comportamientos simpáticos algunas veces, como cuando tuvo un perro animatrónico y lo trato con mucho cariño.  A pesar de ser el más flojo de Lazy Town, es el segundo personaje al igual que Pixel de toda la serie que crea inventos y es muy inteligente para planear sus propósitos contra Sportacus o cualquier cosa que se ponga en su camino y en el transcurso logra su cometido pero al final son un desastre.

## Hogar
Robbie vive en una casa subterránea a las afueras de la ciudad, la cual esta debajo de una cartel con una vaca y una mansión. En este lugar tiene su salón de reflexión (que consiste de un sillón anaranjado con una mesa de noche y una lámpara), 5 cápsulas con sus vestuarios que va a usar, un órgano que brinda los trajes y una mesa donde experimenta sus nuevos inventos.

## Cultura Pop
En la cultura popular Robbie Rotten es considerado como uno de los mejores antagonistas de una serie. Con la canción "We Are Number One" logró alcanzar un nivel de fama mundial en el año 2014, realizando cientos de memes y videos random sobre este tema.  Esto ocasiono que en el 2016, el actor Stefán Karl Stefánsson, se reuniera con el grupo de villanos del capítulo para volver a imitar la canción. Posteriormente con el cariño que se había ganado el personaje el actor abrió su canal de YouTube, donde publicaría vídeos de su vida cotidiana. Sin embargo, se le diagnosticó con cáncer a la bilis, lo cual haría que terminara falleciendo en el año 2018. Su legado e importancia que tiene para la cultura pop es sumamente importante, por lo que se le recuerda como un gran hombre y una de las figuras centrales de las series infantiles. 
- Datos: Q6109370